# Forteresse de Tešanj
La forteresse de Tešanj se trouve en Bosnie-Herzégovine, sur le territoire de la ville de Tešanj et dans la municipalité de Tešanj. Elle remonte pour l'essentiel au Moyen Âge et à la période ottomane et est inscrite sur la liste des monuments nationaux de Bosnie-Herzégovine.

## Description

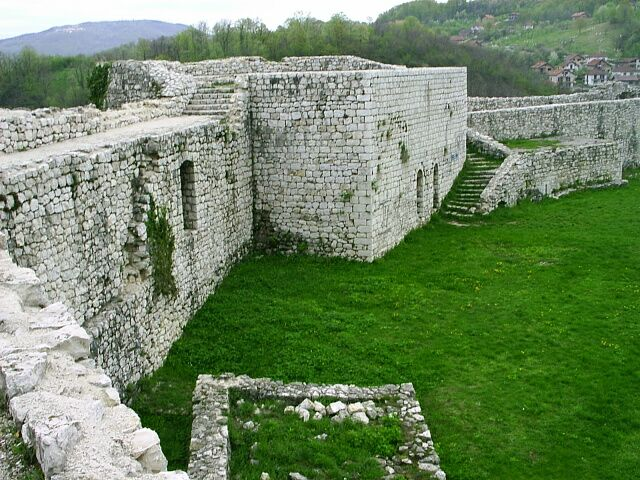
Murs de la forteresse